# Renée Morisset
Pour les articles homonymes, voir Morisset.
Renée Morisset (13 juin 1928 - 3 mai 2009,) est une pianiste et professeure québécoise. Elle obtenu notamment le deuxième prix piano (CMM) en 1946 et premier prix piano (CMM) en 1947. 

## Biographie
Renée sait lire la musique depuis qu’elle est en âge de lire. En 1932 à 1933, elle fit des études de piano au couvent Notre-Dame-du-Perpétuel-Secours et continua sa formation en suivant les cours de Henri Gagnon à Québec de 1937 à 1944. Elle commença à travailler au Conservatoire de musique du Québec de 1944 à 1945 sous la direction de Germaine Malépart puis au Conservatoire de musique du Québec à Montréal ou elle étudie avec Louis Bailly et John Newmark et Georges-Émile Tanguay (écrivain). En 1950, elle devient soliste avec l'Orchestre symphonique de Québec dans des concertos de Bach et de Mozart par exemple. Elle fut aussi professeure au Centre d'arts Orford (Jeunesses musicales  Canada) de 1955 à 1966, membre de plusieurs jurys pendant le concours international de Montréal en 1968 et le concours international Bach de piano en 1985 et pour le Conseil des arts du Canada. En l’absence d’un organiste à sa paroisse, Renée devient la plus jeune organiste du Québec.
Compagne depuis 25 juillet 1950 de Victor Bouchard, elle mène avec lui une importante carrière de pianiste duettiste, reconnue internationalement. Elle participe à quatre tournées Jeunesses musicales Canada avec son conjoint en 1955-1956, 1957-1958, 1961-1962 et 1962-19636. Ils furent nommés membres de l'Ordre du Canada en 1981 et ont été élevés au rang d'officiers en 1985 et ensuite sont devenus Chevaliers de l'Ordre national du Québec en 1994. En 2008, un livre intitulé Le Grand Duo : Bouchard et Morisset pianistes duettistes de l'auteur Carole Bessette est publié à propos du couple . 
Elle meurt à Québec le 3 mai 2009. 

## Discographie
Le duo de pianistes Victor Bouchard et Renée Morisset a sorti plusieurs titres de musique, voici la liste : 
- Dvořák Slavic Dances - Rachmaninoff Symphonic Dances Opus 45. (1990). REM 311129-XCD
- Évolution de la musique pour deux pianos: Mozart - Brahms - Schumann - Bartók - Milhaud. Ca 1952. Club national du disque CND-28
- Évolution de la musique pour piano à quatre mains: Bach - Brahms - Fauré - Poulenc - Stravinsky. Ca 1952. CND-50?
- Matton Concerto. TS, Susskind conductor. 1965. Cap SW-6123/CRI SD-317/5-ACM 29
- Mozart - Soler - Pépin - Debussy. 1968. CBC SM-61/(Pépin) 4-ACM 5
- Mozart Sonata No. 3 K497 -Schubert Rondo, Opus 138; Fantasy, Opus 103. 1976 Sel C-15.080
- Muethel Sonata duetto - Bouchard Toccata; Danse canadienne - Hétu Sonata. (1967). RCI 227/RCA CCS-1021/(Hétu) 4-ACM 31 (CD)
- Saint-Saëns Le Carnaval des animaux. Vigeant narrator, O métropolitain, M. Bélanger conductor. 1984. CBC CH-002

## Honneurs
- 1964 - Prix Calixa-Lavallée (au duo Bouchard-Morisset)
- 1981 - Membre de l'Ordre du Canada
- 1985 - Officier de l'Ordre du Canada
- 1994 - Chevalier de l'Ordre national du Québec
- 1997 - Académie des Grands Québécois (au duo Bouchard-Morisset)
- 2002 - Médaille Gloire de l'Escolle
- 2004 - Prix d'excellence des Arts et de la Culture dans la catégorie Prix de La Fondation de l’Opéra de Québec (au duo Bouchard-Morisset)